# Bayes-tétel
A Bayes-tétel a valószínűségszámításban egy feltételes valószínűség és a fordítottja között állít fel kapcsolatot. A tétel Thomas Bayes brit matematikustól származik; nagy jelentősége van a valószínűségszámítás interpretációiban.
A tétel legegyszerűbb formájában azt állítja, hogy ha ismert az A és a B esemény valószínűsége, és ezek egyike sem 0, valamint a P(B|A) feltételes valószínűség, akkor
{\displaystyle P(A|B)={\frac {P(B|A)\,P(A)}{P(B)}}\,\!}
P(A)-t az A esemény a priori, P(A|B)-t az a posteriori valószínűségének is nevezik; a szokásos értelmezésben A valamiféle hipotézis, B egy megfigyelhető esemény, és a tétel azt adja meg, hogyan erősíti vagy gyengíti az esemény megfigyelése a hipotézis helyességébe vetett hitünket.
A tétel hasonló formában általánosítható sűrűségfüggvényekre és valószínűségi mértékekre is.
Ha {\displaystyle A_{i}(i\in I)} egy teljes eseményrendszer, akkor
{\displaystyle P(B)={\sum _{i}P(B\cap A_{i})}={\sum _{i}P(B|A_{i})P(A_{i})}\!}
amit felhasználva adódik a Bayes-tétel teljes eseményrendszerekre alkalmazható alakja:
{\displaystyle P(A_{i}|B)={\frac {P(B|A_{i})\,P(A_{i})}{P(B)}}={\frac {P(B|A_{i})\,P(A_{i})}{\sum _{j}P(B|A_{j})\,P(A_{j})}}\!}

## Bizonyítás
A tétel közvetlenül levezethető a feltételes valószínűség definíciójából:
{\displaystyle P(A|B)={\frac {P(A\cap B)}{P(B)}}}
alapján
{\displaystyle P(A|B)\,P(B)=P(A\cap B)=P(B|A)\,P(A)\!}
amiből P(B)-vel leosztva adódik a tétel.

## Példák

### Orvosi vizsgálatok
Tegyük fel, hogy egy adott fertőzés meglétét vizsgáló teszt 99% eséllyel ismeri fel a kórokozót a beteg emberben, és 1%-kal az egészségesben (vagyis mind beteg, mind egészséges emberre 99% eséllyel helyes eredményt ad). Mennyire megbízható ez a teszt egy olyan betegség vizsgálatára, amely átlagosan ezerből egy embert betegít meg?
Mivel átlagosan minden ezredik ember betegedik meg, annak az a priori valószínűsége, hogy egy véletlenül választott személy beteg, P(B) = 0.001, annak pedig, hogy egészséges, P(E) = 0.999. Mivel a teszt 99% eséllyel helyes, a pozitív teszteredmény esélye beteg alanyt feltételezve P(+|B) = 0.99, egészséges alanyt feltételezve P(+|E) = 0.01. A Bayes-tétel teljes eseményrendszerekre vonatkozó alakját felírva (E és B egy teljes eseményrendszert alkot):
{\displaystyle P(B|+)={\frac {P(+|B)P(B)}{P(+|B)P(B)+P(+|E)P(E)}}={\frac {0.99\times 0.001}{0.99\times 0.001+0.01\times 0.999}}\approx 0.09}
vagyis azt a meglepő eredményt kapjuk, hogy a teszt 99%-os hatékonysága ellenére az általa betegnek jelzett emberek valójában csak mintegy egy a tízhez eséllyel betegek. (Segíti a megértést, ha felismerjük, hogy a nevező annak a valószínűségét adja meg, hogy ezzel a vizsgálati pontossággal a populáció 0.99 * 0.001 + 0.01 * 0.999 részét betegnek "ítéljük", ami kb. 1%. Ez azért is lesz, mert pl. 1000 emberből a 999 nem beteg 1%-át a téves eredményű vizsgálat miatt betegnek fogjuk venni.)

### Monty Hall-paradoxon
Egy show-műsorban három ajtó közül kell választanunk, amelyek egyike mögött a nyeremény van. Miután választottunk, a műsorvezető kinyitja a másik két ajtó egyikét (de sosem azt, amelyik mögött a díj van). Melyik fennmaradó ajtót érdemes választanunk?
A feladatot azért nevezik paradoxonnak, mert a legtöbb ember úgy érzi, hogy bárhogy is választunk, 50% az esélyünk a sikerre (hiszen semmi mást nem tudunk, mint hogy a díj nem egy bizonyos ajtó mögött van). A Bayes-tétellel könnyen megmutatható, hogy ez nem igaz.
Tegyük fel, hogy az első ajtót választottuk, és a játékvezető a harmadikat nyitotta ki. Jelölje rendre {\displaystyle A_{1},A_{2},A_{3}} azt, hogy a díj az első, második illetve harmadik ajtó mögött van, {\displaystyle B} pedig azt, hogy a játékvezető a harmadik ajtót nyitja ki. Amíg nem tudjuk, melyik ajtót nyitja ki, a díj helyére vonatkozó a priori valószínűségek {\displaystyle P(A_{1})=P(A_{2})=P(A_{3})=1/3}. A játékvezető sosem nyitja ki azt az ajtót, ami mögött a díj van ({\displaystyle P(B|A_{2})=1,P(B|A_{3})=0}), és ha két lehetősége is van, véletlenszerűen választ ({\displaystyle P(B|A_{1})=1/2}). Mivel nem tudjuk, hol a díj, egyformán valószínű számunkra, hogy a játékvezető a második vagy a harmadik ajtót nyitja ki ({\displaystyle P(B)=1/2}). Bayes képletét alkalmazva
{\displaystyle P(A_{1}|B)={\frac {P(B|A_{1})P(A_{1})}{P(B)}}={\frac {{\frac {1}{2}}\cdot {\frac {1}{3}}}{\frac {1}{2}}}={\tfrac {1}{3}}}
{\displaystyle P(A_{2}|B)={\frac {P(B|A_{2})P(A_{2})}{P(B)}}={\frac {1\cdot {\frac {1}{3}}}{\frac {1}{2}}}={\tfrac {2}{3}}}
{\displaystyle P(A_{3}|B)={\frac {P(B|A_{3})P(A_{3})}{P(B)}}={\frac {0\cdot {\frac {1}{3}}}{\frac {1}{2}}}=0}
vagyis kétszer akkora esélyünk van, ha átváltunk a másik csukott ajtóra.